# 데구치 마사유키
데구치 마사유키(일본어: 出口 雅之, 1963년 9월 22일 ~ )는 일본의 가수, 싱어송라이터이다. 군마현 출신이다.
1987년 밴드 "그라스 밸리"의 보컬로 데뷔하며 음악가로서 첫 발을 디뎠다. 이 그룹에서 8장의 앨범을 냈으나, 그라스 밸리는 1992년 해산한다. 데구치는 이후 쿠리바야시 세이이치로와 함께 유닛 "REV"를 결성하고자 하나, 둘은 음악적인 견해 차이를 보였으며, 1993년 쿠리바야시는 타카야마 세이키와 함께 ZYYG를 결성해 결국 무산된다.
1993년, 빙의 레이블 중 하나인 ZAIN RECORDS에서 4인조 유닛 REV로 활동했으며 1994년까지 2장의 앨범을 남겼으나 이 역시 해산됐다.
1996년 펀 하우스에서 "데구치 마사유키"로 솔로 가수로서 데뷔했고, 4장의 싱글과 2장의 정규 음반을 발표했다.